# 阿齐帕明
阿齐帕明（开发代号TQ-86）是一种有机化合物，化学式为C26H26N2，属于四环类抗抑郁药（TeCA），1979年开发并经过药理学动物实验，从未上市。